# Allium talyschense
Allium talyschense — вид рослин з родини амарилісових (Amaryllidaceae); поширений у Вірменії й Азербайджані.

## Опис
Листків багато, густо сидять, нижні ≈ 10 см завдовжки, 3–4 см ушир. Пучки квіток численні й багатоквіткові.

## Поширення
Поширений у Вірменії й Азербайджані.